# Tennistoernooi van Dubai 2004
|                                                 |  |                                      |
| Justine Henin-Hardenne, winnares bij de vrouwen |  | Roger Federer, winnaar bij de mannen |

Het tennistoernooi van Dubai van 2004 werd van 23 februari tot en met 7 maart 2004 gespeeld op de hardcourt-buitenbanen van het Aviation Club Tennis Centre in Dubai, de hoofdstad van het gelijknamige emiraat in de Verenigde Arabische Emiraten. De officiële naam van het toernooi was Dubai Tennis Championships.
Het toernooi bestond uit twee delen:
- WTA-toernooi van Dubai 2004, het toernooi voor de vrouwen, van 23 tot en met 28 februari
- ATP-toernooi van Dubai 2004, het toernooi voor de mannen, van 1 tot en met 7 maart

Zowel bij de dames als bij de heren wisten de respectieve titelverdedigers in het enkelspel hun titel te verlengen.
ATP-toernooi van Dubai – WTA-toernooi van Dubai

2001 · 2002 · 2003 · 2004 · 2005 · 2006 · 2007 · 2008 · 2009 · 2010 · 2011 · 2012 · 2013 · 2014 · 2015 · 2016 · 2017 · 2018 · 2019 · 2020 · 2021 · 2022 · 2023 · 2024 · 2025